# Lago Burullus
Il lago Burullus (Buhayrat al-Burullus) è un lago salmastro che si trova in Egitto, nella zona centrale del delta del Nilo, fra il ramo di Rosetta e quello di Damietta.
Il lago si sviluppa per circa 65 km parallelo alla costa del Mediterraneo per una lunghezza di circa 50 km ed una larghezza che va dai 16 ai 6 km. La profondità del lago varia tra 0,42 e 2,07 m. Il settore orientale del lago è il più basso con una profondità media di 0.8 m. la capacità del lago è di circa 330 milioni di metri cubi. La parte meridionale del lago riceve acqua da 8 canali di scolo dei terreni agricoli. Il lago è collegato al mare, da cui riceve acqua salina, attraverso il canale di El-Boughaz (larghezza 44 metri) vicino al paese di El Burg.
Nel 1998 il lago di Burullus e le zone circostanti sono state dichiarate riserva naturale in accordo alla legge 102/1983. L'area protetta ha una superficie di 460 km².